# Alessandro Adimari
Alessandro Adimari (Firenze, 1579 – Firenze, 1649) è stato un letterato, grecista e poeta marinista italiano.

## Biografia
Nato a Firenze nel 1579, apparteneva alla stessa antica famiglia fiorentina alla quale appartenne Filippo Argenti, e, pur dolendosi che questo suo antenato fosse stato posto da Dante all'Inferno, riconobbe ch'è sempre una gloria l'essere ricordato da tanto poeta. Celebrò in cinquanta sonetti, corredati di note erudite, i più famosi personaggi della sua stirpe. Intitolò quest'opera Clio (1639), ed essendosi proposto "di dare un tributo a ciascuna delle nove muse", impose i loro nomi ad altrettante raccolte di cinquanta sonetti (Polinnia, 1628; Tersicore, 1637; Clio, 1639; Melpomene, 1640; Calliope, 1641; Urania, 1642, ecc.). Con tutti questi versi siamo in pieno secentismo; ma il colmo dell'ingegnosità barocca si ha nell'Urania, dove peraltro tutte le più stravaganti metafore sono giustificate con passi dei sacri testi. Molto meglio riuscì l'Adimari come traduttore: notevole specialmente è il suo volgarizzamento delle Odi di Pindaro, arricchito di note erudite (Pisa 1631). Tradusse dal latino le Neniae di Giovanni Pontano e dallo spagnolo i Proverbi morali di Alonso de Barros. Nel 1625 tradusse, per la pubblicazione della seconda parte del Don Chisciotte del Franciosini e per la prima ristampa dell'opera completa, le poesie spagnole intercalate in entrambe le parti del romanzo.
Lettore di lingua greca nello Studio Fiorentino, accademico Alterato, Apatista, Fiorentino sin dal 1599 (dal 1633 con la carica di segretario dell'adunanza) oltre che Svogliato, Adimari morì a Firenze nel 1649.

## La traduzione di Pindaro
Dotto grecista, Adimari intraprese la traduzione delle Odi di Pindaro. Per quanto lodata dal Chiabrera, dal Crescimbeni e dal Maffei, la versione dell'Adimari, pubblicata a Pisa nel 1631, è piuttosto infedele, e non fu accolta con favore dai contemporanei. Secondo Cesare Lucchesini, Adimari non colse sempre il senso dell'originale, e « il metro e la rima lo costrinsero a dire ciò che Pindaro non avea detto ». Secondo Apostolo Zeno se l'Adimari merita ogni lode per avere tentato per primo la difficile impresa di tradurre un poeta arduo come Pindaro « non furono così felici i suoi versi nel renderlo di greco toscano. » « Sovente cerco Pindaro nell'Adimari » scrive Zeno « e nol trovo. »
Adimari arricchì la sua traduzione con note erudite, ed altre spiegazioni utili per la comprensione del testo; aggiunse argomenti che precedono il testo delle singole Odi, e sinossi o tavole che spiegano al lettore il disegno del poeta. Mutuò le sinossi da quelle analoghe che corredano la traduzione latina curata dal filologo tedesco Erasmus Schmidt, edita nel 1616.

## Opere
- Alessandro Adimari, Lettera del S. Alessandro Adimari scritta sopra la poesia ditirambica a' molto ill. SS. il Sig. Francesco Maria Gualterotti, et il Sig. Carlo Marucelli, Firenze, per il Ciotti, 1628. URL consultato il 21 agosto 2019.

### Traduzioni
- Alessandro Adimari, Proverbi morali. Del sig. Alonso de Barros tradotti in italiano dal signor Alessandro Adimari. Col testo spagniolo a rincontro. E con la tauola delle materie, Firenze, Per Zanobi Pignoni, 1622. URL consultato il 25 agosto 2019. L'opera contiene un prologo di Mateo Alemán e un sonetto di Lope de Vega, ambedue tradotti da Adimari.
- Alessandro Adimari, Ode Di Pindaro Antichissimo Poeta: Cioè, Olimpie & Pithie & Nemee & Istmie Tradotte in Parafrasi, & in Rima Toscana Da Alessandro Adimari, e dichiarate dal medesimo. Con osseruazioni, e confronti d'alcuni luoghi immitati, ò tocchi Da Orazio Flacco, Pisa, nella stamperia di Francesco Tanagli, 1631. URL consultato il 28 marzo 2019.